# Пънобскот (окръг, Мейн)
Окръг Пънобскот (на английски: Penobscot County) е окръг в щата Мейн, Съединени американски щати. Площта му е 9210 km², а населението – 151 806 души (2016). Административен център е град Бангър.